# Квирквелия, Натела Николаевна
Натела Николаевна Квирквелия (груз. ნათელა ნიკოლაევნა კვირკველია, 1932 (по другим данным 1928) — 2013) — рабочая колхоза «Мебрдзоли» Зугдидского района Грузинской ССР, учитель. Герой Социалистического Труда.

## Биография
Родилась в 1932 году в селе Ингири. Член КПСС.
В 1946—2011 гг. — колхозница колхоза «Мебрдзоли», учитель в Ингирской средней школе № 1 Ингирского чайного совхоза Зугдидского района Грузинской ССР.
Указом Президиума Верховного Совета СССР от 29 августа 1949 года присвоено звание Героя Социалистического Труда с вручением ордена Ленина и золотой медали «Серп и Молот». — за получение урожая сортового зеленого чайного листа 6301 килограмм на площади 0,5 га.
Умерла в 2013 году. Похоронена в селе Ингири на Ойремской старом кладбище.

## Награды
- Звание Героя Социалистического Труда (29.08.1949) с вручением золотой медали «Серп и Молот» (№ 4578)
- Орден Ленина (29.08.1949 — № 107401)
- Орден Трудового Красного Знамени (19.07.1950)